# Colocleora simulatrix
Colocleora simulatrix är en fjärilsart som beskrevs av W. Warren 1899. Colocleora simulatrix ingår i släktet Colocleora och familjen mätare. Inga underarter finns listade i Catalogue of Life.